# Boortmeerbeek
Boortmeerbeek este o comună în provincia Brabantul Flamand, în Flandra, una dintre cele trei regiuni ale Belgiei. Comuna este formată din localitățile Boortmeerbeek și Hever. Suprafața totală este de 18,64 km². Comuna Boortmeerbeek este situată în zona flamandă vorbitoare de limba neerlandeză a Belgiei. La 1 ianuarie 2008 comuna avea o populație totală de 11.673 locuitori.
1. ↑  Crossroad Bank of Enterprises, accesat în 21 iulie 2023